# La città del vento
(Frase scritta sul retro del libro.)
La città del vento è un romanzo per ragazzi di Pierdomenico Baccalario, terzo volume della saga Century, edito da Piemme nel 2007.

## Trama
Mancano due giorni al solstizio d'estate: stavolta Elettra, Harvey, Mistral e Sheng si ritrovano a Parigi (città dell'Aria) e sono alla ricerca del misterioso Velo di Iside che è nascosto nel cuore della città. I quattro, però, dovranno ben guardarsi dalla perfida Mademoiselle Cybele che ha già messo alle loro calcagna tutti i suoi informatori.
Harvey arriva a Parigi e subito viene rapito da LORO. Presto lo fa sapere al resto del gruppo e Mistral dimostra la sua grinta pronta per aiutare un amico che però sarà liberato da una misteriosa donna di nome Zoe.
Elettra e Sheng fuggono dal treno su cui stanno viaggiando grazie ai poteri della ragazza in pensiero per l'amato.
Tra tranelli e avventure, i quattro ragazzi seguono le tracce di un misterioso orologio fino a trovare nel Louvre il velo di Iside e scoprire che una loro vecchia conoscenza non è poi così vecchia...

## Capitoli
- Il segreto

1. Le api
2. Presagi
3. La spia
4. Il ritorno
5. Il bagaglio
6. Il treno
7. Il veleno
8. La trama
9. La porta
10. La torre
11. Il caffè
12. Il profumo
13. L'orologio
14. Lo spartito
15. La colazione
16. I fiori
17. L'alchimista
18. Il guardiano
19. Lo zodiaco
20. La dedica
21. Zoe
22. La mongolfiera
23. Il re
24. La piazza
25. La monetina
26. L'osservatorio
27. La libreria
28. Lo schianto
29. L'incontro
30. Il carillon
31. La caduta
32. Il risveglio
33. Il traditore
34. Il velo
35. La nave
36. L'ultimo
37. L'osservatore

## Edizioni
- Pierdomenico Baccalario, La città del vento, 1ª edizione, Piemme, novembre 2007,  p. 342, ISBN 978-88-384-5415-8.